# Elisabeth Pähtz
Elisabeth Pähtz (Paehtz), nascuda a Erfurt el 8 de gener de 1985), és una jugadora d'escacs alemanya, que té el títol de Gran Mestre Femenína (WGM) des de 1998, i el de Mestre Internacional des de 2004.
A la llista d'Elo de la FIDE de l'abril de 2022, hi tenia un Elo de 2500 punts, cosa que en feia el jugador número 43 (en actiu, absolut) d'Alemanya, i la número 1 femenina absoluta del país. El seu màxim Elo va ser de 2513 punts, a la llista del setembre de 2018.

## Biografia i resultats destacats en competició
Va ser entrenada des de molt petita pel seu pare, Thomas Pähtz, que és també Gran Mestre ell mateix. Als nou anys va guanyar el seu primer Campionat d'Alemanya Sub-11. El 1999 va esdevenir Campiona d'Alemanya femenina. El 2002 va esdevenir Campiona del món femenina Sub-18, i el 2005 Campiona del món femenina Sub-20. El mateix any, fou 16a al Campionat d'Europa femení a Dresden.
Com a una de les més destacades representants de la nova generació de talents alemanys, és objecte d'interès pels mitjans de comunicació. Entre altres coses, s'ha destacat que acostumava a suspendre les matemàtiques; la seva explicació per aquest fet és que és una jugadora molt intuïtiva i que potser no gaudeix d'un geni universal.
Pähtz fou un dels quatre consellers de l'equip mundial a la partida Kaspàrov contra el Món el 1999.
El 2017, fou vuitena al Campionat d'Europa femení a Riga (la campiona fou Nana Dzagnidze).
L'abril de 2019, fou tercera al Campionat d'Europa femení a Antalya (la campiona fou Alina Kaixlínskaia).